# Кольонія-Загаюв
Кольонія-Загаюв (пол. Kolonia Zagajów) — село в Польщі, у гміні Солець-Здруй Буського повіту Свентокшиського воєводства.
Населення — 60 осіб (2011).
У 1975-1998 роках село належало до Келецького воєводства.

## Демографія
Демографічна структура на день 31 березня 2011 року:
|          | Загалом | Допрацездатний вік | Працездатний вік | Постпрацездатний вік |
| -------- | ------- | ------------------ | ---------------- | -------------------- |
| Чоловіки | 28      | 6                  | 19               | 3                    |
| Жінки    | 32      | 5                  | 18               | 9                    |
| Разом    | 60      | 11                 | 37               | 12                   |